# Kamerun (Creußen)
Kamerun ist ein Wohnplatz der Stadt Creußen im Landkreis Bayreuth (Oberfranken, Bayern). Dieser liegt in der Gemarkung Wolfsbach.

## Geografie
Die Einöde liegt inmitten des Krugshofer Holzes. Eine Anliegerstraße führt 700 Meter nordwestlich zur Bundesstraße 2 beim Krugshof.

## Geschichte
Das Forsthaus wurde laut Signaturen im Sandsteinkeller 1848 erbaut. Den Namen „Kamerun“ erhielt das Forsthaus von Ottmannsreuth erst im Jahr 1884 mit Bezug auf die deutsche Kolonie Kamerun. Kamerun wurde auf einer topographischen Karte des Jahres 1919 erstmals namentlich verzeichnet. Heute wird das Forsthaus als Restaurant genutzt.